# Foradada del Balcó
La Foradada del Balcó és gairebé un finestral entre les roques. Està situada a Mura, a al Sud-Est del coll Garganta, al Parc Natural de Sant Llorenç del Munt i l’Obac. Està a uns 50 metres de la font de l’Hort just en el camí en el corriol que puja dels del revol del Xiprers al quilòmetre 11 de la carretera de Matadepera a Mura.